# Reinhold Curicke

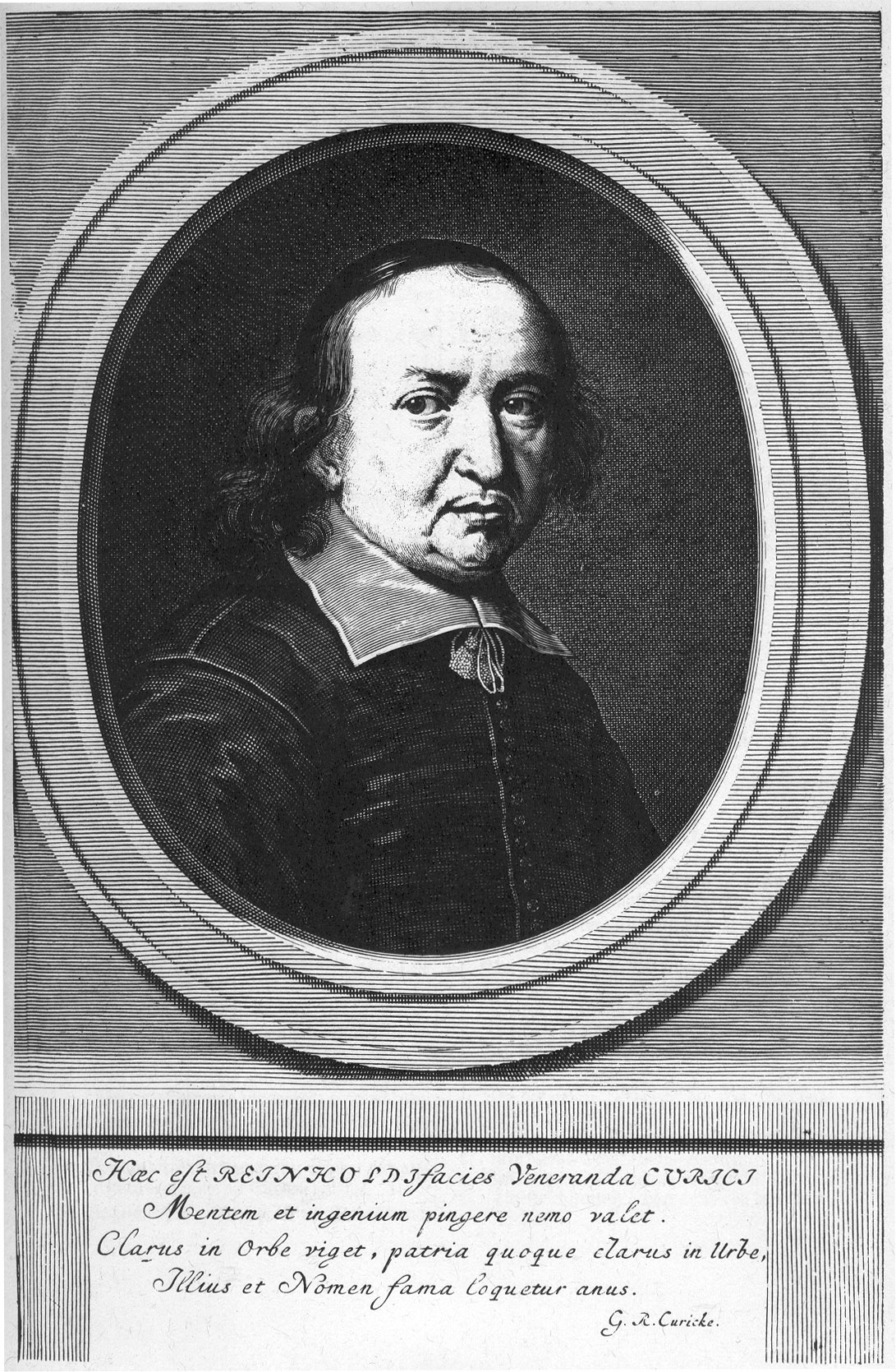
Reinhold Curicke

Reinhold Curicke (* 12. Januar 1610 in Danzig, Polnisch-Preußen; † 2. April 1667) war Danziger Stadtschreiber und Historiograph.

## Leben
Der Vater Georg Curicke war Unterrichter in Danzig, die Mutter war Maria, geborene Trebnitz.
Reinhold Curicke studierte seit 1626 Jura an der Universität Rostock und seit 1630 in Königsberg. Seit 1638 war er Stadtschreiber in Danzig und blieb dies bis zum Lebensende.
Reinhold Curicke war mit Catharina (* 1618), einer Tochter des reformierten Predigers Georg Pauli und dessen erster Ehefrau Ursula, seit 1638 verheiratet. Kinder waren
- Johann Curicke
- Georg Reinhold Curicke († 1708), Gerichtssekretär in Danzig
- Euphrosyna Curicke, heiratete 1689 den Kaufmann Johann Martin Schödde († nach 1708)[3]

## Schriften

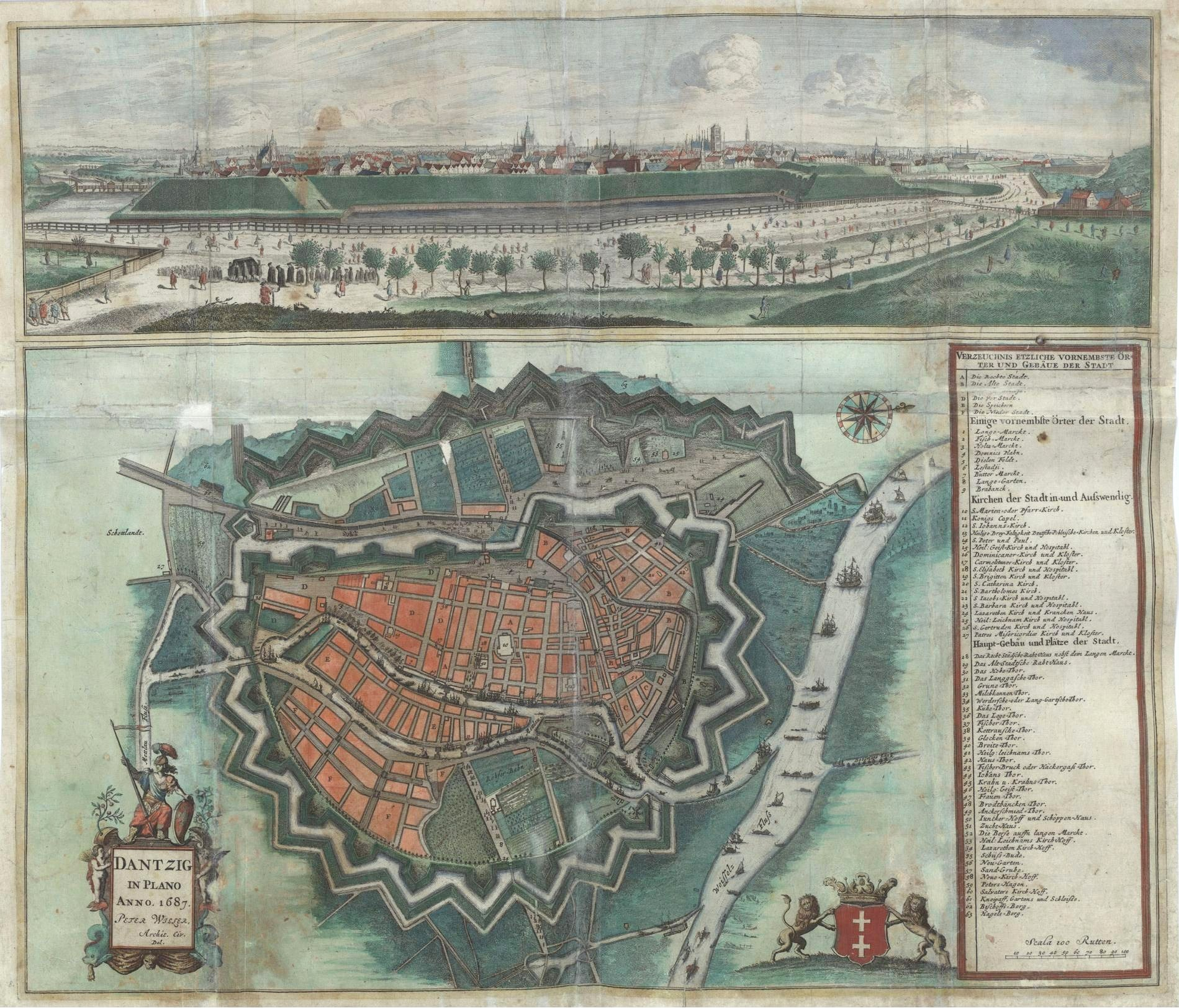
Karte von Danzig, 1687

Reinhold Curicke verfasste eine Historische Beschreibung der Stadt Dantzig 1645. Diese wurde von seinem Sohn Georg Reinhold Curicke erheblich erweitert und mit über 40 Kupferstichen von Peter Willer im Jahr 1687 in den Druck gebracht. Sie war die erste umfassende Monografie zu Geschichte und Gegenwart der Stadt Danzig.
- Historische Beschreibung der Stadt Dantzig zusammen getragen und verfaset durch Reinhold Curicken Secretarium im Jahr MDCXLV, 1645, Handschrift, Nationalbibliothek Warschau Rps 3174 III, 3175 III, vorher in Załuski-Bibliothek;
  - Abschrift von 1679, 777 Blätter, von einem Gymnasiasten aus Danzig, jetzt in der Kórnik-Bibliothek Digitalisat
- Der Stadt Dantzig Historische Beschreibung, Worinnen Von dero Uhrsprung/ Situation, Regierungs= Art/ geführten Kriegen / Religions- und Kirchen-Wesen außführlich gehandelt wird. Verfasset und. zusammen getragen durch Reinhold Curicken Secretarium. Im Jahr Christi 1645. Anitzo aber mit sonderbahrem Fleiß / nebst vielen dazu gehörigen Kupferstücken in öffentlichen Druck aufgegeben von Georg Reinhold Curicken. Anno Domini 1686. Und mit vielen newen Additionibus vermehret und continuiret biß auff die gegenwertige Zeit. Amsterdam und Dantzigk. Verlegt durch Johan und Gillis Janssons von Waesberge Buchhändlern. 1687 MDZ PBC Google (Nachdruck bei Paul Rosenberg, Danziger Verlagsgesellschaft Hamburg 1979)
- (wahrscheinlich unveränderte) Neuauflage 1688 SLUB

Außerdem verfasste Reinhold Curicke einige Schriften zur Verteidigung der Reformierten (Calvinisten) in Auseinandersetzungen mit Lutheranern.
- unsicher Sackpfeife der Reformirten, 1646, anonyme Spottschrift gegen den lutherischen Stadtrat von Danzig, es ist fraglich, ob Curicke der Autor war[4]

- Verbesserter historischer Auszug von Verenderungen der Religion in Dantzigk, 1652, Manuskript, Staatsarchiv Danzig, APGd 300 R/Ll 46[5]

- Der ohnmächtige Fündling/ so unlängst in der Koniglichen Stadt Elbing/ in 23. Windeln eingehüllet/ für eines/ der Augspurg. Confession Zugethanen/ friedliebenden Mannes Thüre geworffen worden/ der ihn aus mitleidendem Hertzen auffgenommen/ auffgewickelt und nach erheischener Notturfft/ mit kaltem Wasser/ doch freundlich/ abgewaschen/ nach Dantzigk ins Kinder-Hauß befordert hat. Das ist: Eine kurtze treuhertzige und beständige Widerlegung einer zu Elbing ohne Namen ausgestreueten Schrifft/ genannt/ Project etlicher wohlgegründeten motiven gegen die Einführung der Lobwassers Lieder in eine ungeänderter Augspurg. Confession zugethanene Gemeine Christi. Anno 1655.
- Ein Reys-Gespräch Zwischen zweyen Studenten/ unterwegens von Königsberg aus/ bis nacher Elbingen/ von einer bitteren/ wider die Lobwassers Psalmen und deroselben Melodeyen/ daselbst zu Elbingen/ ausgesprengten Pasquillen (Project genen[n]t) gehalten/ und ferners Von einem ihrer Mit-Gefärten auffgefasset/ und wolmeynend dem Unpartheyischen Leser communiciret . Gedruckt im Jahr 1655.

- Rejectum Projectum, Oder: Wiederlegung des Projects etlicher ungegründeter Motiven So ungenandter Scribent unlängst gegenst den Lobwasser Für des HERREN Gebot außgegeben, und zum Schutz derer die in Elbing des Lobwassers Lieder abzuschaffen sich unterfangen außgefertiget. Jm Jahr Christi M. DC. LV. 1655

Dazu gibt es zwei juristische Texte von ihm
- Commentarius juridico-historico-politicus de Privilegiis, Georg Förster, Danzig 1652, Neuauflage Johann Heinrich Fischer, Danzig 1698
- Jus maritimus hanseaticus, Zacharias Hertel, Hamburg 1667, deutsch und lateinisch, mit Der Erbahren Hänse=Städte Schifs=Ordnung und See=-Recht